# Seksualność Adolfa Hitlera

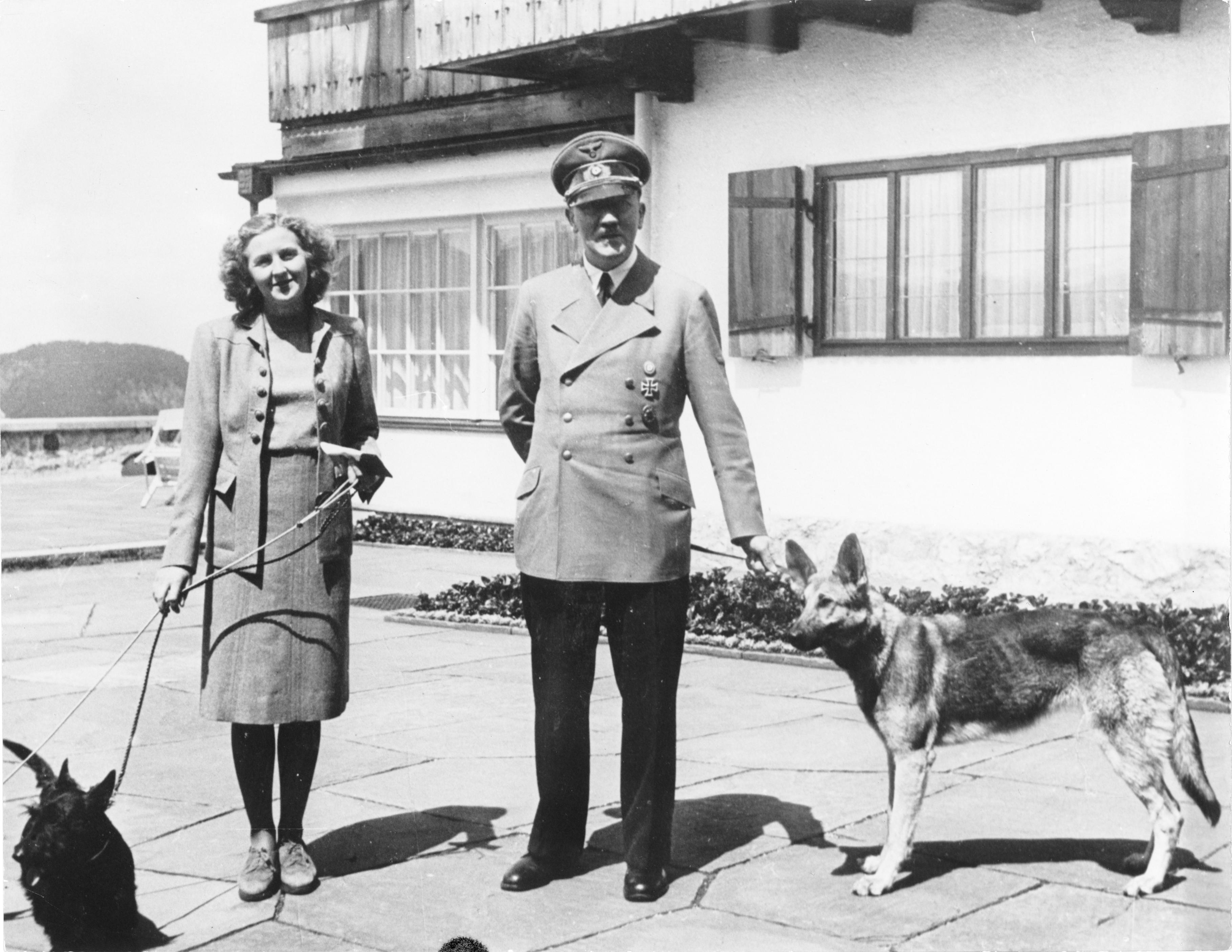
Adolf Hitler i Eva Braun na spacerze z psami, Berghof

Seksualność Adolfa Hitlera – seksualność przywódcy III Rzeszy od dawna była przedmiotem debat historycznych i naukowych, a także spekulacji i plotek. Istnieją dowody, że przez życie nawiązywał on relacje z kobietami, a także znana jest jego antypatia do homoseksualizmu. Cztery blisko związane z nim kobiety próbowały odebrać swoje życie – dwie skutecznie, a kolejna zmarła osiem lat po próbie z powodu związanych z nią komplikacji.
Adolf Hitler stworzył swój publiczny wizerunek jako Wodza żyjącego w abstynencji seksualnej, bez rodziny, w całkowitym poświęceniu swojej misji politycznej i narodowi niemieckiemu. Jego trwający 14 lat związek z Evą Braun był stale ukrywany przed opinią publiczną i wszystkimi spoza jego najbliższego kręgu. Według Heike Görtemakera, biografa Evy, para prowadziła regularne życie seksualne. Hitler i Braun ostatecznie pobrali się pod koniec kwietnia 1945 r., mniej niż 40 godzin przed wspólnym samobójstwem.
Po wojnie pojawiły się różne teorie na temat jego orientacji seksualnej: że był osobą homoseksualną, biseksualną lub aseksualną. Brakuje jednoznacznych dowodów, ale większość historyków uważa, że był heteroseksualny. Istnieją podejrzenia, że Hitler miał nieślubnego syna (Jean-Marie Loret), lecz historycy głównego nurtu tacy jak Ian Kershaw, odrzucają to jako mało prawdopodobne lub niemożliwe.

## Tło
Życie seksualne Hitlera od dawna jest przedmiotem spekulacji i plotek, z których wiele zostało wymyślonych lub „doprawionych” przez jego politycznych wrogów. Informacje na temat jego prywatnego życia pochodzą głównie od ludzi z jego wewnętrznego kręgu, takich jak jego asystenci, jego sekretarki, Albert Speer, rodzina Richarda Wagnera i inni. Ian Kershaw opisuje młodego Hitlera jako brzydzącego się kontaktem osobistym i aktywnością seksualną, w tym homoseksualizmem i prostytucją, bojącego się zarażenia infekcją przenoszoną drogą płciową.
Kershaw zauważa, że jako żołnierz podczas I wojny światowej Hitler nie brał udziału w rozmowach o seksie z innymi żołnierzami. Naśmiewającym się z jego abstynencji seksualnej Hitler odpowiedział, że „umarłby ze wstydu szukając bliskości z francuską dziewczyną” oraz że uważa takie zachowanie za niehonorowe. Zapytany przez towarzysza, czy kiedykolwiek kochał jakąkolwiek dziewczynę, Hitler odpowiedział, że nigdy nie miał na to czasu i najprawdopodobniej nigdy to się nie stanie.

## Relacje z kobietami
Speer twierdził, że Hitler preferował mało inteligentne kobiety, które nie będą kwestionować jego pracy ani przeszkadzać mu w relaksie w czasie wolnym. Kershaw spekuluje, że Adolf wolał młodsze kobiety, które łatwo było zdominować i ukształtować. Zauważa, że co najmniej trzy z bliskich mu kobiet (Eva Braun, Geli Raubal i Maria Reiter) były znacznie, o około 20 lat, młodsze od niego.
Ernst Hanfstaengl, osobiście uważający Wodza za impotenta, bezskutecznie próbował zachęcić Hitlera do stworzenia relacji z Martą Dodd, córką ambasadora USA. Według Hanfstaengla, reżyserka Leni Riefenstahl próbowała nawiązać relację z Hitlerem, ale on odrzucił ją. Magda Goebbels zapraszała Hitlera na imprezy w celu stworzenia mu okazji do spotkań z kobietami, ale nie okazywał nimi zainteresowania. Gdy odwiedzały go zagraniczne zwolenniczki jego rządów, takie jak Unity Mitford, Hitler zwykle opowiadał im o polityce.

### Geli Raubal
Hitler był głęboko przywiązany do swojej, 19 lat młodszej, przyrodniej siostrzenicy Geli Raubal. Zaczęła mieszkać w jego domu po tym, jak jej matka została gospodynią Hitlera w 1925 roku. Chociaż dokładny charakter związku nie jest znany, Kershaw opisuje ją jako ukrytą relację seksualną. We wrześniu 1931 roku Geli popełniła samobójstwo używając do tego pistoletu Hitlera. Jej śmierć miała wywołać u niego wielkie cierpienie.

### Eva Braun
Relacja Hitlera z Braun, która trwała prawie 14 lat, była ukryta przed opinią publiczną i wszystkim oprócz ich wewnętrznego kręgu znajomych. Traudl Junge zapytała go kiedyś, dlaczego nigdy się nie ożenił – Hitler odpowiedział, że nie byłby w stanie poświęcić wystarczająco dużo czasu swojej żonie. Führer nie chciał mieć dzieci, gdyż uważał, że ich życie byłoby bardzo ciężkie, obciążone powinnościami ich rodziców oraz wymogami jakie by przed nimi stawiano.

## Poglądy na temat homoseksualizmu
Nie ma dowodów na zachowania homoseksualne Hitlera.
Reżim Hitlera prześladował homoseksualistów, w konsekwencji czego od ok. 5 do 15 tys. nieheteronormatywnych osób trafiło do obozów koncentracyjnych, w których ok. 2,5 do 7,5 tys. z nich zmarło. Ernst Röhm był swego czasu najbliższym przyjacielem Hitlera – jedyną osobą, która nazwała go „Adolfem” – ale po nocy długich noży (1934) Hitler opisał homoseksualizm Röhma jako niemoralny. W sierpniu 1941 roku Hitler nakazał Heinrichowi Himmlerowi powziąć działania w celu usunięcia homoseksualistów z wojska i SS.

## Wojenne raporty OSS Langera i Murraya
Istnieją dwa alianckie raporty z czasów wojny będące próbą psychologicznej analizy Hitlera. Raport Waltera C. Langera z 1943 r. dla American Office of Strategic Services (OSS) opisuje Hitlera jako tłumiącego tendencje homoseksualne  i twierdził, że jest on koprofilem-impotentem . Psycholog Henry Murray napisał osobny raport psychoanalityczny dla OSS w 1943 roku, w którym wyciągnął podobne wnioski . Podobnie twierdził przesłuchiwany po wojnie Otto Strasser. Teoria ta jest podważana przez Iana Kershawa.

## Prawdopodobne relacje
| Imię              | Lata życia | Wiek w chwili śmierci | Przyczyna śmierci                                                                                               | Czas poznania Hitlera | Opis kontaktów |
| ----------------- | ---------- | --------------------- | --- | --------------------- | --- |
| Stefanie Rabatsch | 1887 – ?   | Nieznany              | | Rzekomo około 1905 r. | Obiekt wczesnomłodzieńczego zauroczenia, nigdy ze sobą nie rozmawiali |
| Charlotte Lobjoie | 1898–1951  | 53                    | | Rzekomo około 1917 r. | Rzekoma kochanka; ojcostwo jej syna, Jeana-Marie Loret, przypisywano Hitlerowi . Negacja jego ojcostwa to dominujący pogląd w historiografii, wyrażony przez historyków takich jak Anton Joachimsthaler, Ian Kershaw, czy Jean-Paul Mulders ,. |
| Erna Hanfstaengl  | 1885–1981  | 96                    | Przyczyny naturalne                                                                                             | Lata 20. XX wieku     | Rzekoma kochanka |
| Maria Reiter      | 1911–1992  | 81                    | Przyczyny naturalne; próba samobójcza w 1928 r.                                                                 | 1925                  | Prawdopodobna kochanka |
| Geli Raubal       | 1908–1931  | 23                    | Samobójstwo | 1925                  | Siostrzenica przyrodnia, rzekoma kochanka |
| Eva Braun         | 1912–1945  | 33                    | Samobójstwo | 1929                  | Partnerka życiowa; żona |
| Unity Mitford     | 1914–1948  | 33                    | Próbowała strzałem z pistoletu popełnić samobójstwo, zmarła 8 lat później z powodu związanych z tym komplikacji | 1934                  | Znajoma, rzekoma kochanka |